# Jim Lauderdale
James Russell "Jim" Lauderdale (nacido el 11 de abril de 1957) es un cantante y compositor americano de Country, Bluegrass y Americana music. Desde 1986,  ha publicado 31 álbumes de estudio, incluyendo colaboraciones con artistas como Dr. Ralph Stanley, Buddy Miller, y Donna The Buffalo. Como "compositor de compositores" sus canciones han sido grabadas por docenas de artistas, notablemente por George Strait, Gary Allan, Elvis Costello, Blake Shelton, Dixie Chicks, Vince Gill, y Patty Loveless.

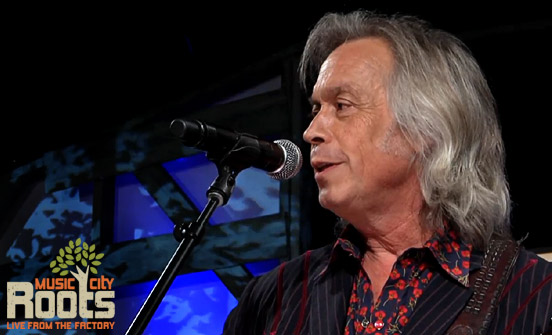
Jim Lauderdale presentando en televión Music City Roots

## Primeros años
Lauderdale nació en Troutman (Carolina del Norte), hijo de Barbara Ann Lauderdale (née Hobson) y Dr. Wilbur "Chap" Chapman Lauderdale. Su madre era originaria de Kansas. Además de su trabajo como profesora en una escuela pública y profesora de piano, fue muy activa en las Iglesias Reformadas Presbiterianas Asociadas en Troutman, Charlotte, y en Due West, Carolina del Sur, donde sirvió como directora de música, organista de iglesia y directora de coro. Su padre nació en Lexington (Virginia), hijo del Reverendo David Thomas y de Sallie Ann Lauderdale (née Chapman). El padre de Lauderdele fue en ministro señalado en Iglesia Reformada Presbiteriana Asociada. Jim Lauderdale tiene una hermana, Rebecca "Becky" Tatum, y un sobrino, Mark Alexander Tatum.
Lauderdale creció en Due West, Carolina del Sur. Sus padres fueron cantantes. Él también cantó en sus primeros años, y aprendió a tocar la batería a los 11, la armónica a los 13 y el banjo a los 15. Ha citado a Ralph Stanley y la música bluegrass como sus influencias desde una edad temprana . Tocó una variedad de música , incluyendo bluegrass , Grateful Dead , y en un dúo de música folk como adolescente.
Durante su infancia en Due West, muchos eventos musicales llegaron al Erskine College. Lauderdale recuerda disfrutrar con los álbumes "Will the Circle be Unbroken" de The Nitty Gritty Dirt Band y Harvest de Neil Young. Asistió a la North Carolina School of the Arts en Winston-Salem, NC, estudiando teatro. Durante su estancia en el colegio tocó en bandas de country y bluegrass.
Lauderdale reside desde hace tiempo en Nashville, Tennessee .[12]

## Discografía

### Álbumes
| Año  | Álbum                                         | Sello                                  | Colaboraciones | Puesto más alto en listas | Puesto más alto en listas | Puesto más alto en listas |
| Año  | Álbum                                         | Sello                                  | Colaboraciones | US Country                | US Heat                   | US Grass                  |
| ---- | --------------------------------------------- | -------------------------------------- | --- | ------------------------- | ------------------------- | ------------------------- |
| 1991 | Planet of Love                                | Reprise                                | Rodney Crowell and John Leventhal (co-producers) | —                         | —                         | —                         |
| 1994 | Pretty Close to the Truth                     | Atlantic                               | | —                         | —                         | —                         |
| 1995 | Every Second Counts                           | Atlantic                               | | —                         | —                         | —                         |
| 1996 | Persimmons                                    | Rounder Select / Upstart               | | —                         | —                         | —                         |
| 1998 | Whisper                                       | BNA                                    | Harlan Howard, Melba Montgomery, Frank Dycus (songwriters) | —                         | —                         | —                         |
| 1999 | I Feel Like Singing Today                     | Rebel                                  | Ralph Stanley & The Clinch Mountain Boys | —                         | —                         | —                         |
| 1999 | Onward Through It All                         | RCA                                    | | —                         | —                         | —                         |
| 2001 | The Other Sessions                            | Dualtone                               | Del Reeves, Harlan Howard, Melba Montgomery, Kostas, Clay Blaker (co-writers) | —                         | —                         | —                         |
| 2001 | Point of No Return: The Unreleased 1989 Album | Westside Records                       | | —                         | —                         | —                         |
| 2002 | The Hummingbirds                              | Dualtone                               | | —                         | —                         | —                         |
| 2002 | Lost in the Lonesome Pines                    | Dualtone                               | Ralph Stanley & The Clinch Mountain Boys | —                         | —                         | —                         |
| 2003 | Wait 'Til Spring                              | Dualtone                               | Donna the Buffalo | —                         | —                         | —                         |
| 2004 | Headed for the Hills                          | Dualtone                               | Robert Hunter (co-writer) | —                         | —                         | —                         |
| 2006 | Bluegrass                                     | Yep Roc                                | | —                         | —                         | —                         |
| 2006 | Country Super Hits Vol. 1                     | Yep Roc                                | Odie Blackmon, Leslie Satcher, Shawn Camp (co-writers) | —                         | —                         | —                         |
| 2007 | The Bluegrass Diaries                         | Yep Roc                                | | —                         | —                         | 10                        |
| 2008 | Honey Songs & the Dream Players               | Yep Roc                                | James Burton (guitar), Ron Tutt (drums), Garry Tallent (bass), Glen D. Hardin (piano), Al Perkins (pedal steel); vocals: Emmylou Harris, Buddy Miller, Patty Loveless, Kelly Hogan | —                         | —                         | —                         |
| 2009 | Could We Get Any Closer?                      | Sky Crunch Records                     | Scott Vestal (banjo) | —                         | —                         | —                         |
| 2010 | Patchwork River                               | Thirty Tigers                          | Songs by Robert Hunter and Jim Lauderdale | 47                        | 38                        | —                         |
| 2011 | Reason and Rhyme                              | Sugar Hill                             | Bluegrass songs by Robert Hunter and Jim Lauderdale | —                         | —                         | 9                         |
| 2012 | Carolina Moonrise                             | Compass                                | Bluegrass songs by Robert Hunter and Jim Lauderdale | —                         | —                         | 15                        |
| 2012 | Buddy & Jim                                   | New West                               | Buddy Miller | 67                        | 20                        | —                         |
| 2013 | Old Time Angels                               | Sky Crunch Records                     | | —                         | —                         | —                         |
| 2013 | Black Roses                                   | Sky Crunch Records / Smith Music Group | Songs by Robert Hunter and Jim Lauderdale | —                         | —                         | —                         |
| 2013 | Blue Moon Junction                            | Sky Crunch Records                     | Songs by Robert Hunter and Jim Lauderdale | —                         | —                         | —                         |
| 2014 | I'm a Song                                    | Sky Crunch Records                     | | —                         | —                         | —                         |
| 2015 | Soul Searching                                | Sky Crunch Records                     | | —                         | —                         | —                         |
| 2016 | This Changes Everything                       | Sky Crunch Records                     | | —                         | —                         | —                         |
| 2017 | London Southern                               | Proper Records                         | | —                         | —                         | —                         |
| 2018 | Time Flies                                    | Yep Roc Records                        | | —                         | —                         | —                         |
| 2018 | Jim Lauderdale and Roland White               | Yep Roc Records                        | | —                         | —                         | —                         |
| 2019 | From Another World                            | Yep Roc Records                        | Sara Douga (coautora) | —                         | —                         | —                         |
| 2020 | When Carolina Comes Home Again                | Yep Roc Records                        | Sara Douga (coautora) | —                         | —                         | —                         |
| 2021 | Hope                                          | Yep Roc Records                        | | —                         | —                         | —                         |
| 2022 | Game Changer                                  | Sky Crunch Records                     | | —                         | —                         | —                         |

### Sencillos
| Año  | Sencillo                                      | US Country | Álbum                      |
| ---- | --------------------------------------------- | ---------- | -------------------------- |
| 1988 | "Stay Out of My Arms"                         | 86         | Point of No Return         |
| 1989 | "Lucky 13"                                    | —          | Point of No Return         |
| 1991 | "Maybe"                                       | —          | Planet of Love             |
| 1992 | "Wake Up Screaming"                           | —          | Planet of Love             |
| 1999 | "Still Not Out of the Woods"                  | —          | Onward Through It All      |
| 2000 | "If I Were You"                               | —          | The Other Sessions         |
| 2002 | "She's Looking at Me" (with Ralph Stanley)    | —          | Lost in the Lonesome Pines |
| 2006 | "I Met Jesus in a Bar"                        | —          | Bluegrass                  |
| 2007 | "Who's Leaving Who?"                          | —          | Bluegrass                  |
| 2007 | "There Goes Bessy Brown"                      | —          | Bluegrass                  |
| 2008 | "This Is the Last Time (I'm Ever Gonna Hurt)" | —          | The Bluegrass Diaries      |

### Invitado en sencillos
| Año  | Sencillo                 | Artista      | Álbum   |
| ---- | ------------------------ | ------------ | ------- |
| 2009 | "Love's Gonna Live Here" | Tanya Tucker | My Turn |

### Vídeos musicales
| Year | Video                                         | Director         |
| ---- | --------------------------------------------- | ---------------- |
| 1989 | "Lucky 13"                                    |                  |
| 1991 | "Maybe                                        |                  |
| 1992 | "Wake Up Screaming"                           |                  |
| 1999 | "Still Not Out of the Woods"                  | David McClister  |
| 2000 | "If I Were You"                               |                  |
| 2002 | "She's Looking at Me" (with Ralph Stanley)    |                  |
| 2006 | "I Met Jesus in a Bar"                        | David McClister  |
| 2007 | "Who's Leaving Who?"                          | Travis Nicholson |
| 2007 | "There Goes Bessy Brown"                      |                  |
| 2008 | "This Is the Last Time (I'm Ever Gonna Hurt)" | Jarboe           |